# لیکوالا
لیکوالا (به لاتین: Likouala Department) یک منطقهٔ مسکونی در جمهوری کنگو است که در جمهوری کنگو واقع شده‌است.

## خصوصیات
لیکوالا ۶۶٬۰۴۴ کیلومترمربع مساحت و ۹۰٬۰۰۰ نفر جمعیت دارد.